# Сонячне (Волноваський район)
Со́нячне (до 1923 року — Крестівка, в 1923 — 2016 роках — Краснíвка) — село Хлібодарівської сільської громади Волноваського району Донецької області України.
Згідно з постановою Верховної Ради України від 04 лютого 2016 року № 984-VIII село Краснівка перейменовано на село Сонячне.

## Географія
Селом тече річка Велико-Тарама.

## Загальні відомості
Відстань до райцентру становить близько 28 км і проходить автошляхом місцевого значення. Двічі на день проходить автобус із Маріуполя. Землі села межують із територією Нікольського району Донецької області.

## Історія
Село заснували державні селяни, козаки й військові обивателі з Чернігівської губернії Борзнянського, Глухівського, Конотопського, Кролевецького, Остерського й Сосницького повітів, а також з Харківської губернії Валківського й Зміївського повітів. Перші переселенці прибули у 1844 році.

## Культура
У селі існує унікальна традиція приготування й споживання пісних голубців з картоплею. Традиційну  страву “Лемківські голубці з картоплею” готують за двома рецептами: це пісні голубці до Святої вечері та звичайні (або святкові). Для обох рецептів потрібна білокачанна капуста, листя якої необхідно відварити у підсоленій воді. Для начинки – терта на дрібній тертці та товчена картопля в рівних пропорціях, сіль перець, часник. В начинку до пісних голубців додають смажену цибулю на олії та гриби. Пісні голубці  тушкують на томатній підливі. Пісні голубці є обов‘язковою стравою на Святвечір. Вже наступного дня, на Різдво, подають картопляні голубці із м’ясною начинкою та зі сметаною.

## Населення
За даними перепису 2001 року населення села становило 782 особи, з них 87,47 % зазначили рідною мову українську, 11,89 % — російську та 0,26 % — білоруську мову.
У селі Сонячне Волноваського району у 1951 році знайшли притулок лемки, які стали жертвами четвертої широкомасштабної акції переселення (примусове виселення українців Західної Бойківщини та Лемківщини з територій, які відходили до Польщі). Це село стало одним із багатьох куточків, де лемки-переселенці знайшли свою домівку, свою другу малу батьківщину. У 1951 році до тодішньої Красновки (нині Сонячне) переселили 115 родин (загалом 528 людей).